# Tabanus samawangensis
Tabanus samawangensis är en tvåvingeart som beskrevs av Burger 1988. Tabanus samawangensis ingår i släktet Tabanus och familjen bromsar. Inga underarter finns listade i Catalogue of Life.